# Мержвинская, Анна Константиновна
Анна Константиновна Мержвинская (19 марта 1922—7 января 1991) — передовик советского сельского хозяйства, бригадир совхоза «Лузинский» Омского района Омской области, Герой Социалистического Труда (1966).

## Биография
Родилась в 1922 году в селе Тенгулы Верхне-Чебулинской волости Мариинского уезда Томской губернии (ныне территория Мариинского района Кемеровской области). Русская. В 1930-х годах вместе с семьёй переехала в Омскую область.
Трудилась свинаркой в колхозе "Спайка" Кормиловского района Омской области. Окончила обучение на курсах своноводов в городе Шадринск, была назнчена бригадиром свиноводческой бригады.
В послевоенные годы работала на Чунаевской ферме совхоза "Лузинский". Бригада ежегодно добивалась высоких показателей.
Указом Президиума Верховного Совета СССР от 22 марта 1966 года за выдающиеся производственные достижения Анне Константиновне Мержвинской было присвоено звание Героя Социалистического Труда с вручением ордена Ленина и медали «Серп и Молот».
Работала в совхозе до выхода на заслуженный отдых.
Жила в посёлке Лузино Омской области. Умерла 7 января 1991 года.

## Награды
- золотая звезда «Серп и Молот» (22.03.1966)
- орден Ленина (22.03.1966)
- другие медали.